# Günther Tschanun
 (avril 2024).
Günther Tschanun (né le 13 septembre 1941 à Vienne et mort le 25 février 2015 à Losone) était un architecte suisse. En tant que chef de service de la police des constructions zurichoise, il a abattu quatre de ses collaborateurs en 1986 à la suite de désaccords au sein de l'autorité.

## Déroulement des événements et antécédents
En 1984, Günther Tschanun devient le chef de service de la police des bâtiments de Zurich. Celui-ci était dans une phase de bouleversement, souffrant d'un manque de personnel et d'une énorme pression de la part du conseiller municipal responsable du service Hugo Fahrner (FDP). Dans les années qui ont suivi, des désaccords ont éclaté entre Tschanun et ses cadres supérieurs, qui ont également été rapportés dans les médias. Le patron ne pouvait plus tolérer l'atmosphère de travail toxique et les graves divergences avec les employés. Le 16 avril 1986, en moins de dix minutes sur son lieu de travail dans un immeuble de bureaux, il a abattu quatre d'entre eux, qui, à son avis, étaient les plus à risque. Blâmé pour sa détresse psychologique, et blessé un cinquième mettant sa vie en danger, il s'enfuit et sera arrêté trois semaines plus tard dans un hôtel de la petite ville de Saint-Loup-de-la-Salle, en Bourgogne, en France.

## Conséquences juridiques et réponse sociale
En première instance, Tschanun a été condamné par le tribunal suprême de Zurich le 29 février 1988 à 17 ans de prison pour homicide volontaire. Le tribunal a estimé que les victimes étaient en partie responsables; elles n'acceptaient pas l'agresseur comme leur patron et lui reprochaient constamment. De plus, même s'il effectuait bien plus de 600 heures supplémentaires par an et jusqu'à 84 heures par semaine, il n'était plus en mesure de gérer sa charge de travail de la part du conseil municipal.
Cette théorie du «bullying» (le mot n'était même pas d'usage courant à l'époque) a ensuite été rejetée par le Tribunal fédéral suisse : les juges de Lausanne ont décidé que les victimes n'avaient aucune influence sur le malheur personnel, familial et professionnel de Tschanun. Tschanun était totalement inadapté à son rôle de direction et était extrêmement dépassé, mais il l'a nié à lui-même et à ses employés. En deuxième instance, en 1990, il fut condamné à 20 ans de prison pour meurtre et tentative de meurtre.
Lors de l'année 2000, après 14 ans de prison (un peu plus des deux tiers de sa peine), il obtient une libération conditionnelle pour bonne conduite. Durant cette période, il suit une formation de jardinier.

## La perpétuité après la peine de prison
Après sa libération, Tschanun a changé son nom pour Claudio Trentinaglia et a vécu au Tessin.
Le 25 février 2015, Tschanun décède des suites d'un accident de vélo sur les rives de la Maggia, près de Losone.

## Tournage
- Réalisatrice Marianne Pletscher : Leap Day (Le terrible acte sanglant de G. Tschanun et ce que cela pourrait avoir à voir avec nous) ; Diffusé au programme « Zeitspiegel » de SF DRS fin 1988.
- La télévision Suisse-alémanique SRF a diffusé le documentaire «Bloodbath in the Zurich Building Authority» en 2007.
- Le réalisateur Cihan Inan [1] s'est inspiré du travail de Günther Tschanun pour son film « 180° – Quand ton monde bascule soudainement »[2].
- Le réalisateur Fulvio Bernasconi a repris le sujet dans le film de 2023 Il vicino tranquillo (allemand : The Silent Neighbour ). L'œuvre est considérée comme un documentaire, mais tous les rôles sont joués par des acteurs[3].